# Epania paulla
Epania paulla är en skalbaggsart som beskrevs av Francis Polkinghorne Pascoe 1869. Epania paulla ingår i släktet Epania och familjen långhorningar. Inga underarter finns listade i Catalogue of Life.